# Amazing (chanson de Tanja)
Pour les articles homonymes, voir Amazing.
Chansons représentant la Suisse au Concours Eurovision de la chanson
Et uus saaks alguse
(2013) Goodbye to Yesterday
(2015)
Amazing est la chanson représentant l'Estonie au Concours Eurovision de la chanson 2014. Elle est interprétée par Tanja.
La chanson est choisie lors de l'émission Eesti Laul le 10 janvier 2014.
La chanson fait partie de la première demi-finale le 6 mai 2014. Elle est la troisième de la soirée, suivant Cake to Bake interprété par Aarzemnieki pour la Lettonie et précédant Undo interprétée par Sanna Nielsen pour la Suède.
Sur scène, Tanja est accompagnée de trois choristes (Marilin Kongo, Kaire Vilgats et Marvi Vallaste) et un danseur (Argo Liik).
À la fin de la soirée, la chanson obtient 36 points et prend la douzième place sur seize participants. Elle est éliminée ; seuls les dix premiers de la demi-finale sont qualifiés pour la finale.

## Source de la traduction
- (en) Cet article est partiellement ou en totalité issu de l’article de Wikipédia en anglais intitulé « Amazing (Tanja song) » (voir la liste des auteurs).